# Thalassius albocinctus
Thalassius albocinctus, supranumit și păianjen pescar, este o specie din familia Pisauridae. Este răspândit în Asia tropicala, din India până în Filipine. Deseori este observat capturând peștișori mici. Culoarea corpului variază de la portocaliu la maro. Picioarele sunt lungi și maro-gălbui. Acesta este găsite, de regulă, în apropierea apei. Femela depune ouăle și-l poartă sub chelicere. 